# Nati nel 1020
| Questa pagina contiene informazioni ricavate automaticamente dalle voci biografiche con l'ausilio del template Bio e di un bot. L'aggiornamento è periodico e automatico e ricostruisce completamente la pagina. Se manca una persona in questa lista, sei pregato di non aggiungerla, ma accertati piuttosto che la sua voce biografica contenga il template Bio e che i dati anagrafici siano correttamente compilati. Se il template Bio manca, inseriscilo tu stesso o, in alternativa, metti l'avviso {{tmp\|Bio}} che ne segnala la mancanza. Se i dati riportati sono sbagliati, correggi direttamente la voce biografica; le modifiche saranno visibili in questa lista entro pochi giorni. Per chiarimenti vedi il progetto biografie. La lista contiene solo le 13 persone che sono citate nell'enciclopedia e per le quali è stato implementato correttamente il template Bio. Pagina aggiornata al 13 gen 2025. |

- Cunegonda di Altdorf († 1057)
- Andrea Tanca de Lacon Gunale, sovrano
- Bernardo di Mentone, religioso italiano († 1081)
- Giovanni Comneno, generale bizantino († 1067)
- Cristodulo, monaco cristiano bizantino († 1108)
- Filarete di Calabria, religioso e santo italiano († 1070)
- Guo Xi, pittore cinese († 1090)
- Huno di Rustringen, conte tedesco
- Jimena Sánchez di Navarra, regina († 1062)
- Ottone di Northeim, nobile tedesco († 1083)
- Su Song, scienziato, matematico e politico cinese († 1101)
- Vladimir II di Novgorod, principe († 1052)
- Zhang Zai, filosofo cinese († 1077)